# Hamburger Hafen und Logistik
Die Hamburger Hafen und Logistik AG (HHLA, gesprochen i. d. R. als Hala) (gegründet 1885 als Hamburger Freihafen-Lagerhaus-Gesellschaft (HFLG), von 1939 bis 2005 Hamburger Hafen- und Lagerhaus-Aktiengesellschaft), ist ein deutsches Logistikunternehmen, das vor allem spezialisiert ist auf die Bereiche Hafenumschlag, Container- und Transportlogistik.
Die HHLA ist nicht zu verwechseln mit der Hamburg Port Authority (HPA), die als Anstalt des öffentlichen Rechts für alle hoheitlichen Belange des Hamburger Hafens zuständig ist.

## Überblick
Die HHLA betreibt die Hafenlogistik (ihr Kerngeschäft) in vier Segmenten:
- ISO-Container
- Intermodaler Verkehr
- Logistik
- Immobilien

Zum 1. Januar 2007 wurde die HHLA in zwei Bereiche aufgeteilt („Hafenlogistik“ und „Immobilien“). Bis 2007 war die Freie und Hansestadt Hamburg über die HGV Eigentümer sämtlicher HHLA-Aktien. Im Oktober 2007 bot sie einen Teil der Aktien des Teilkonzerns Hafenlogistik („A-Aktien“) im Zuge einer „Teilprivatisierung“ zur Zeichnung an. Seit November 2007 sind diese Aktien börsennotiert. Die HHLA-Aktie war von 2008 bis 2013 im MDAX. Von Juni 2013 bis September 2021 war sie Bestandteil des SDAX. Der Teilkonzern Immobilien umfasst die nicht-hafenumschlagspezifischen Immobilien der HHLA (d. h. die Immobilien der Hamburger Speicherstadt und der Fischmarkt Hamburg-Altona GmbH) und wird von den S-Aktien abgebildet. Diese Aktien sind nicht frei handelbar und gehören vollständig der Freien und Hansestadt Hamburg, da die Geschäftstätigkeit auch der Stadtentwicklung verpflichtet ist.
Verwaltungssitz der HHLA ist das sogenannte Speicherstadtrathaus.

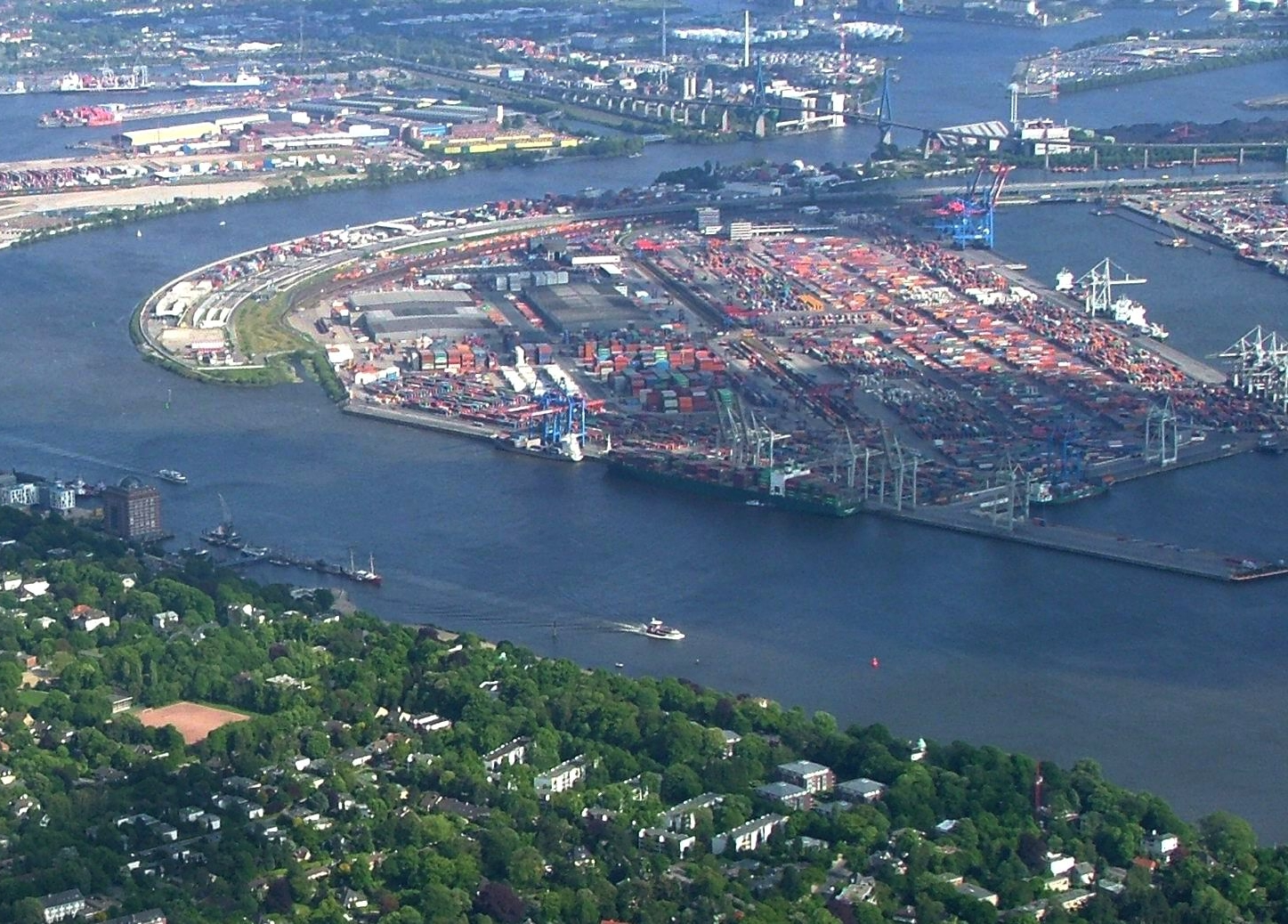
Luftaufnahme des Hamburger Containerterminals Burchardkai

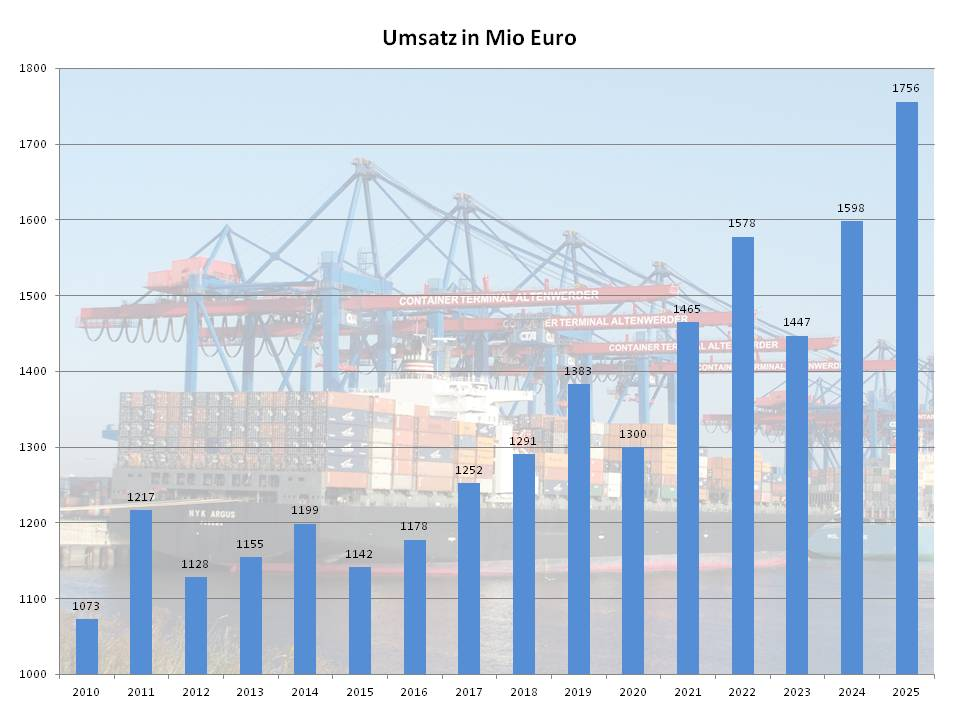
Umsatz HHLA ab 2010

## Tätigkeiten
Drei der vier Containerterminals im Hamburger Hafen werden von der HHLA betrieben. Containerterminals mit großer Kapazität sind die Voraussetzung dafür, dass große Containerschiffe schnell (bei kurzer Liegezeit) be- und entladen werden können. Containerschiffe (die größten werden ULCS oder Megaboxer genannt) können heute über 20.000 TEU tragen.
Die drei Terminals sind
- der Containerterminal Altenwerder (CTA, seit Mitte 2002 in Betrieb)[7]
- der Containerterminal Burchardkai (CTB)[8]
- der Containerterminal Tollerort (CTT)[9]

Auf diesen drei Hamburger Containerterminals wurden im Jahr 2024 rund 5,9 Millionen TEU umgeschlagen (2023: 5,9 Mio. TEU). Der HHLA-Container-Terminal Altenwerder CTA ist nahezu vollständig automatisiert. An diesem Containerterminal ist die Reederei Hapag-Lloyd mit 25,1 % beteiligt. Der Containerterminal Burchardkai ist die größte und am längsten bestehende Umschlaganlage für Container im Hamburger Hafen.
Außerdem betreibt die HHLA ein Containerterminal im Hafen Odessa (am Schwarzen Meer), das von der HHLA-Tochtergesellschaft HPC Ukraina betrieben wird. Der dortige Umschlag ging 2014 durch die Krise in der Ukraine um fast 30 Prozent zurück, nach 2017 erholte er sich wieder. Im Juni 2018 übernahm die HHLA den größten estnischen Terminalbetreiber Transiidikeskuse AS (TK) vollständig. Der Standort Muuga ist der bedeutendste Hafen in Estland und ein wichtiger maritimer Standort im Ostseeraum. Das Containerterminal hatte bei Übernahme eine Umschlagskapazität von etwa 300.000 TEU.
Ab September 2020 investierte die HHLA in eine Logistikplattform des Hafens von Triest. Die Übernahme von 50,01 % der Anteile eines 27 Hektar großen Tiefwasser-Terminals durch den norddeutschen Konzern wurde am 7. Januar 2021 abgeschlossen, es wird nun unter dem Namen HHLA PLT Italy geführt.
Zum HHLA-Geschäftsfeld Container zählen auch zahlreiche Dienstleistungen rund um den Container, die HHLA-Tochtergesellschaften anbieten. Zum Beispiel bietet die HCCR (Hamburger Container- und Chassis-Reparatur GmbH) Container-Reparaturen und -lagerungen an.
Drei weitere Geschäftsfelder der HHLA:
- Intermodal umfasst den Containertransport auf Schiene und Straße (siehe auch Seehafenhinterlandverkehr).[16]

Zu diesem Geschäftsfeld gehören das HHLA-Transportunternehmen Metrans (100 %) sowie das Straßentransportunternehmen Container-Transport-Dienst (CTD, 100 %).
2012 verkaufte die HHLA ihre 50-%-Beteiligung an der TFG Transfracht an die Deutsche Bahn, 2018 wurde Polzug Intermodal mit der Metrans verschmolzen.
Die Intermodal-Gesellschaften der HHLA konnten ihr Transportvolumen in den letzten Jahren kontinuierlich steigern. 2020 gründete die HHLA die Vermittlungsplattform Modility, um den intermodalen Verkehr in Europa weiter zu stärken.
- Logistik, dazu gehören Lagerlogistik und Spezialumschlag sowie Consulting.[18]
- Immobilien. Die HHLA entwickelt, gestaltet und betreibt Immobilien; dazu gehören die historische Speicherstadt, das Areal des Fischmarkts Hamburg-Altona und weitere Logistik-Immobilien und Bürogebäude im und am Hamburger Hafen.[19]

Im Segment „Logistik“ versammelt die HHLA eine Anzahl verschiedener Unternehmensbeteiligungen und Tochterunternehmen, z. B. die Beratungsfirma HPC Hamburg Port Consulting. Außerdem betreibt die HHLA das größte deutsche Fruchtterminal am O’Swaldkai. Dort gibt es auch ein RoRo-Terminal, das rollende Güter (RoRo) umschlägt. Gemeinsam mit der Salzgitter AG betreibt die HHLA den Hansaport, das größte deutsche Terminal für Erz und Kohle.
Ab 1991 hat die HHLA ein Netzwerk von Transportlösungen für das Hinterland der deutschen Seehäfen aufgebaut (HHLA-Geschäftsbereich 'Intermodal').
Die Container-Spedition CTD erschließt den Nahbereich der Metropolregion Hamburg auf der Straße; die Eisenbahnverkehrsunternehmen mit HHLA-Beteiligung Metrans (100 %) betreibt Containerzüge zu eigenen Terminals in Tschechien, Österreich, der Slowakei, Ungarn, Polen und angrenzenden Ländern.
Seit 2018 fördert und beobachtet die HHLA im Rahmen ihrer Wachstumsstrategie die Entwicklung von Start Ups und sie beteiligt sich an Technologiefirmen in den Bereichen Drohnentechnik und 3D-Druck. Zum Aufbau einer Komponente für den Einsatz der Hyperloop-Technologie in Häfen wurde das Joint Venture Hyperport Cargo Solutions gegründet.

## Wettbewerbshäfen in der Nordrange
| Containerhafen | Containerumschlag in Mio. TEU | Containerumschlag in Mio. TEU | Containerumschlag in Mio. TEU | Containerumschlag in Mio. TEU | Containerumschlag in Mio. TEU | Containerumschlag in Mio. TEU | Containerumschlag in Mio. TEU |
| Containerhafen | 2020                          | 2019                          | 2018                          | 2017                          | 2016                          | 2015                          | 2014                          |
| -------------- | ----------------------------- | ----------------------------- | ----------------------------- | ----------------------------- | ----------------------------- | ----------------------------- | ----------------------------- |
| Rotterdam      | 14,3                          | 14,8                          | 14,5                          | 13,7                          | 12,4                          | 12,2                          | 12,3                          |
| Antwerpen      | 12,0                          | 11,8                          | 11,1                          | 10,5                          | 10,0                          | 9,7                           | 9,0                           |
| Hamburg        | 8,5                           | 9,2                           | 8,7                           | 8,8                           | 8,9                           | 8,8                           | 9,7                           |
| Bremerhaven    | 4,6                           |                               |                               | 5,5                           | 5,5                           | 5,5                           | 5,8                           |
| Zeebrügge      | 1,8                           |                               |                               | 1,5                           | 1,4                           | 1,6                           | 2,0                           |
| Danzig         |                               |                               |                               |                               | 1,3                           | 1,1                           | 1,2                           |
| Göteborg       |                               |                               |                               |                               | 0,8                           | 0,8                           | 0,8                           |
| Wilhelmshaven  | 0,4                           |                               |                               | 0,6                           | 0,5                           | 0,4                           | 0,1                           |

## Geschichte

### 1885–1945

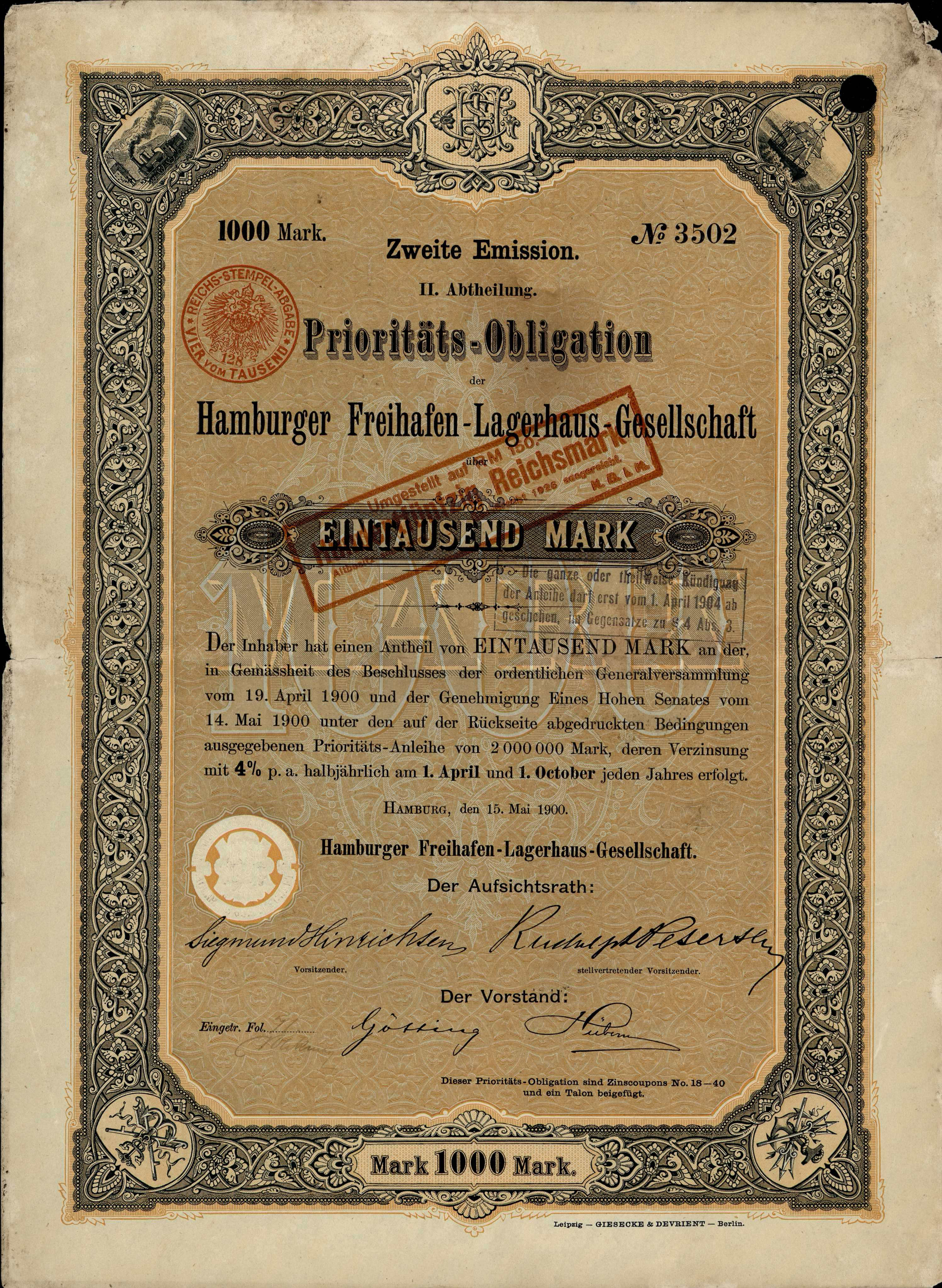
Prioritäts-Obligation über 1000 Mark der Hamburger Freihafen-Lagerhaus-Gesellschaft vom 15. Mai 1900

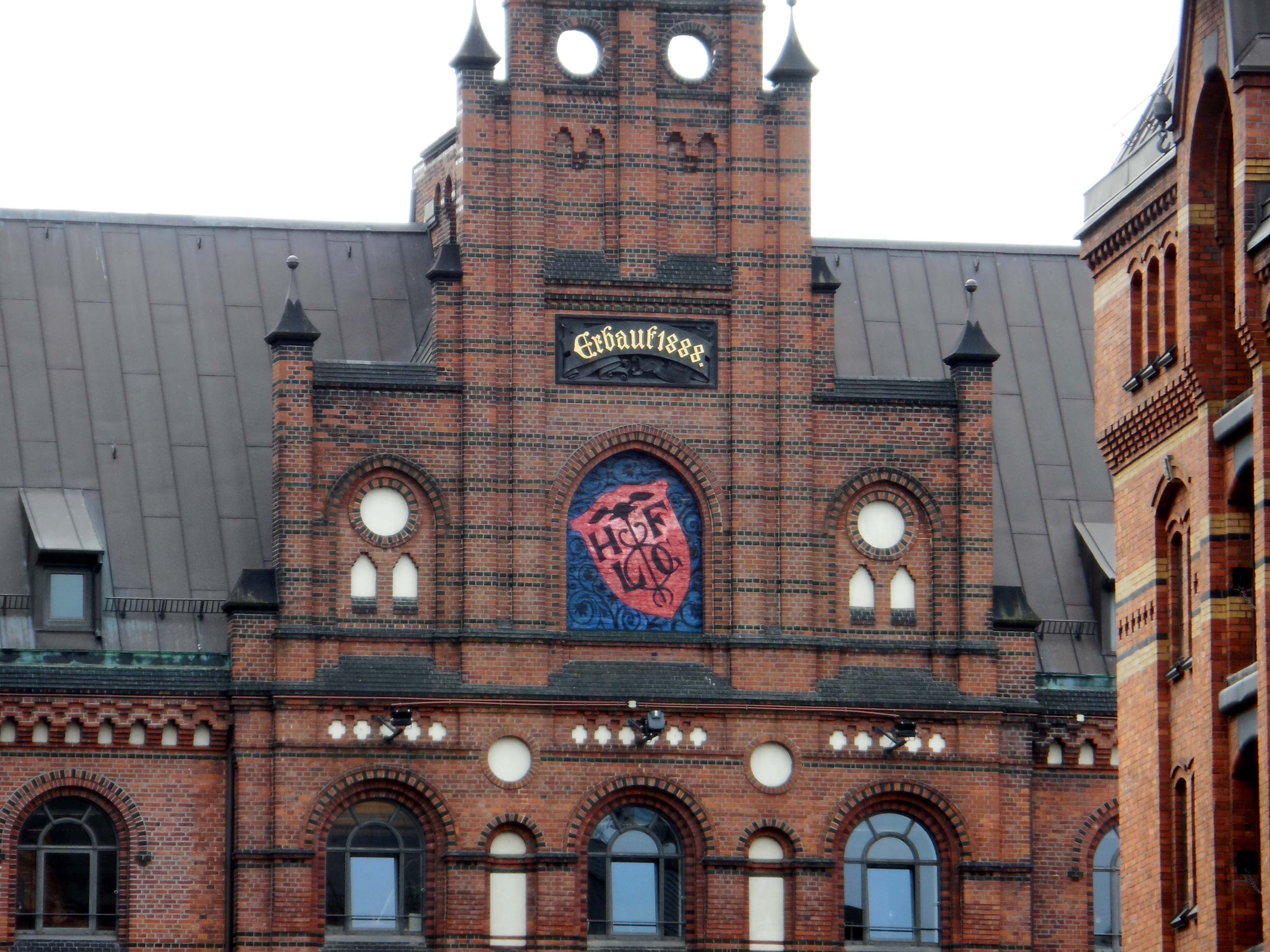
Wappen der HFLG an Gebäudefront gegenüber dem Kannegießerort

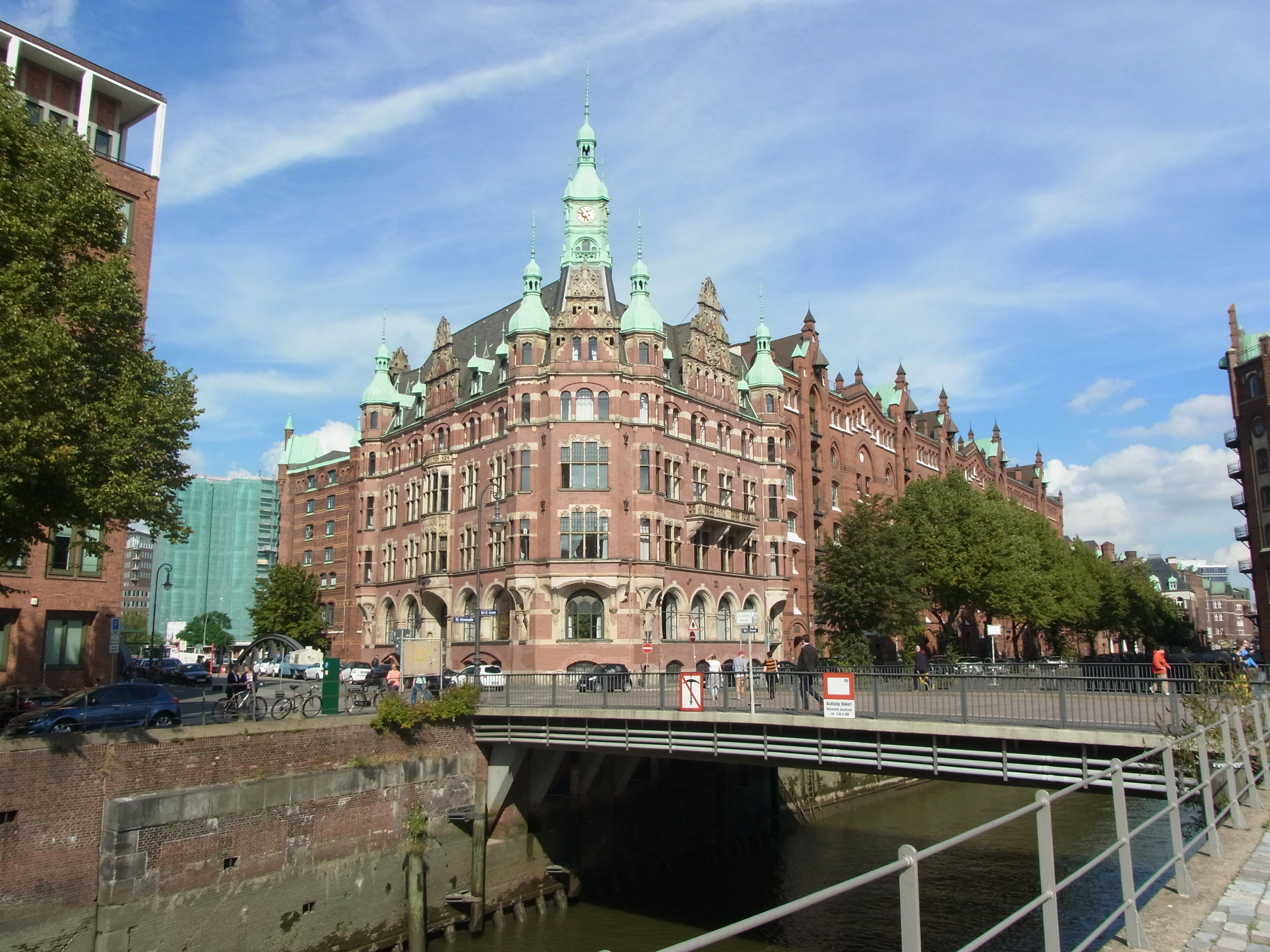
Verwaltung in der Speicherstadt, Bei St. Annen 1

Im Jahr 1864 wurden die Hafenanlagen auf dem Großen Grasbrook geschaffen; 1865 wurde die Staatliche Kaiverwaltung gegründet. Ihr oblagen unter anderem die Organisation des Warenumschlags und die Instandhaltung der Kais sowie der dortigen Anlagen und Maschinen.
Im März 1885 gründete die Freie und Hansestadt Hamburg die Hamburger Freihafen-Lagerhaus-Gesellschaft (HFLG). Ihre Aufgabe war es, im Zuge des Zollanschlusses an das Deutsche Kaiserreich das damals modernste und größte Logistikzentrum der Welt – die Hamburger Speicherstadt – zu realisieren und zu verwalten. Sie war von Anbeginn eine Aktiengesellschaft; die Stadt steuerte den Grundbesitz von 30.000 Quadratmetern bei und die Norddeutsche Bank das Kapital in Höhe von neun Millionen Reichsmark. Die der Stadt zustehende Dividende floss in einen Ankaufsfonds, aus dem die Stadt der Bank Anteile abkaufte. Der Bau der Speicherstadt dauerte von 1885 bis ungefähr 1912.
Vor dem Ersten Weltkrieg war der Hamburger Hafen nach dem Londoner Hafen und dem New Yorker Hafen der weltweit drittgrößte Hafen.
Deutschland war vor Kriegsausbruch ein großer Importeur von Lebensmitteln (z. B. Weizen).
Im Ersten Weltkrieg (1914–1918) blockierte die Royal Navy die Seehäfen des Deutschen Reichs. Dadurch kam die Wirtschaft in Hamburg und im Hamburger Hafen weitgehend zum Erliegen.
Im Versailler Vertrag wurde Deutschland von den Siegermächten gezwungen, viele Schiffe seiner Handelsflotte abzugeben. Unternehmen wie HAPAG und andere schafften es dennoch, ihre Flotten bald wieder zu vergrößern.

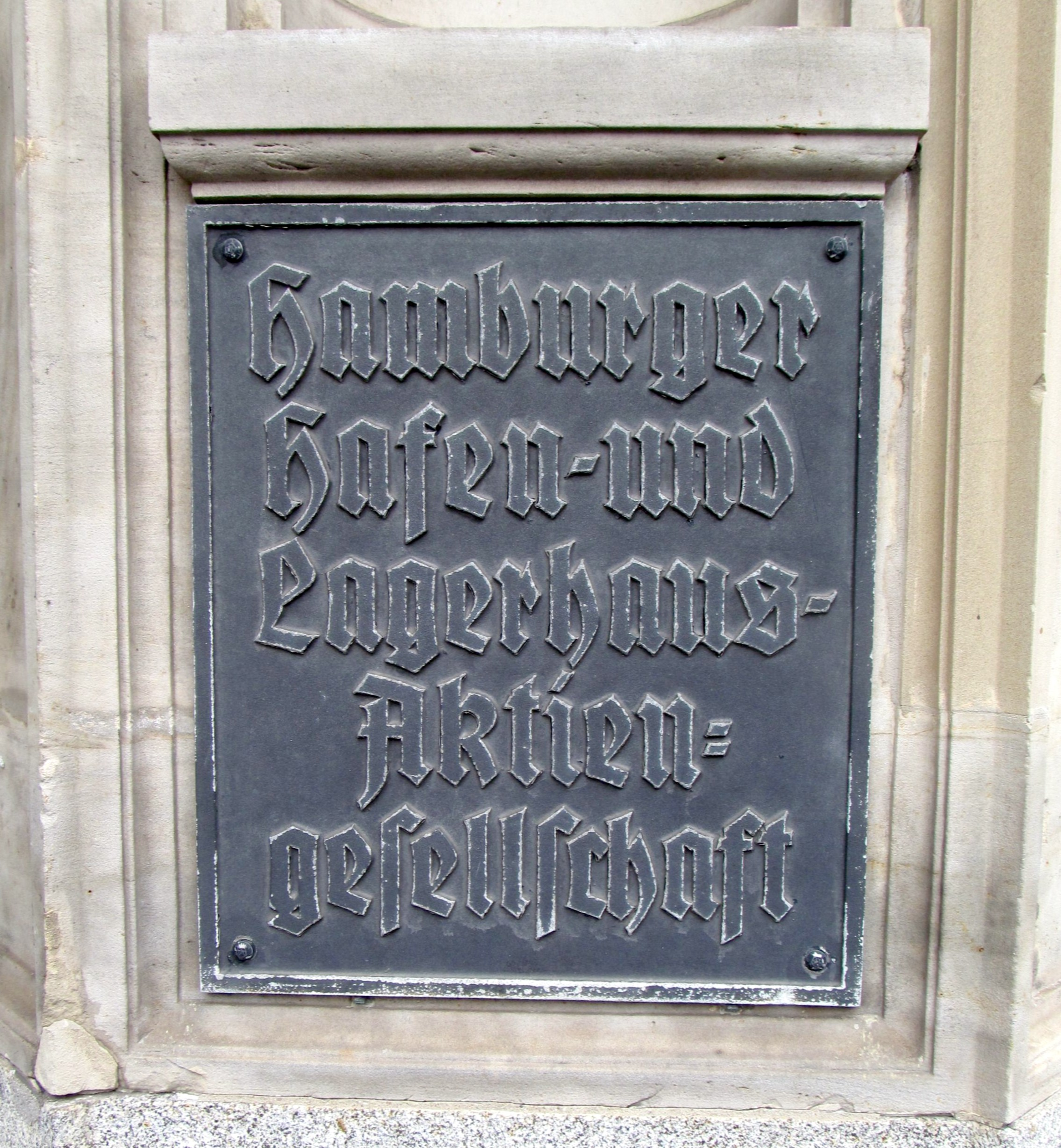
Alter Name am Eingang zum HHLA-Verwaltungssitz

Ab 1927 war die Stadt Hamburg Alleinaktionär der HHLA.
Die Weltwirtschaftskrise (ab 1929) hatte starke Auswirkungen auf den deutschen Außenhandel. Auch die Machtübernahme des NS-Regimes 1933 (z. B. Autarkie-Politik) und der Protektionismus in vielen Industrieländern trugen dazu bei, dass das Außenhandelsvolumen (und auch der Überseehandel) geringer blieben, als sie es vor dieser Krise waren.
Zum 1. April 1935 wurde die HFLG mit der Staatlichen Kaiverwaltung (Vereinigung staatlicher Kaibetriebe) zur „Betriebsgesellschaft der hamburgischen Hafenanlagen“ fusioniert. Sie war neben dem Betrieb auch für die Instandhaltung und den Ausbau der Hafenanlagen zuständig.
1939 wurde sie in „Hamburger Hafen- und Lagerhaus-Aktiengesellschaft“ (HHLA) umbenannt.
Die HHLA setzte während der Kriegszeit Zwangsarbeiter ein. Dazu hatte es im Hauptverwaltungsgebäude in St. Annen ein eigenes Firmenlager.
Im Zweiten Weltkrieg griffen Bomber der Westalliierten mehrfach den Hamburger Hafen an. Auch im Rahmen der Operation Gomorrha im Sommer 1943 wurde er getroffen.

### 1945–2007
Im Mai 1945 endete der Zweite Weltkrieg; die Zerstörungen im Hamburger Hafen war enorm. 90 Prozent der Kaischuppenfläche waren zerstört, zwei Drittel aller Lagerhäuser unbrauchbar. Nur noch 1,8 Millionen Tonnen konnten umgeschlagen werden – ähnlich viel wie 1865. 
1952 war der Wiederaufbau des Hafens zu großen Teilen abgeschlossen. Die HHLA setzte erstmals Gabelstapler ein; sie ersparten Arbeitern die schweren Warentransporte mittels Sackkarre. Die Gabelstapler begünstigten die Palettisierung und Standardisierung in Güterverkehr und Verladung.
1967 wurde das Überseezentrum eingeweiht; es galt damals als größter Verteilerschuppen der Welt. Die „Verteilungsanlage für Stückgut-Sammelladungen“ hatte anfangs 145.000 Quadratmeter Gesamtfläche. Es war bis 2016 in Nutzung.
1968 legte das erste Vollcontainerschiff, die American Lancer, im Hamburger Hafen an. Sie wurde am Burchardkai – wo die HHLA später den Containerterminal Burchardkai baute – mit Containerbrücken abgefertigt.
1970 befreite eine neue Hafenordnung die HHLA von allen hoheitlichen Aufgaben; es entstand Wettbewerb zwischen den Unternehmen der Hafenwirtschaft.
1978 eröffnete die HHLA ein neues Frucht- und Kühl-Zentrum. Die Kühllagerfläche verdoppelte sich damit fast.
Am 25. Juni 2002 wurde am neuen Containerterminal Altenwerder (CTA) das erste Containerschiff abgefertigt, die „Nedlloyd Africa“. 1990 hatte man die ersten konkreten Schritte des Planverfahrens für das CTA begonnen. 1989 fielen die Mauer und der Eiserne Vorhang; 1990 wurden viele ehemalige Ostblock-Staaten unabhängig und die Sowjetunion zerfiel. Der Hamburger Hafen konnte den Handel mit diesen Ländern wieder aufnehmen (sein Hinterland war nun viel größer); die von der HHLA umgeschlagenen Gütermengen stiegen rasant an.
Am 1. Oktober 2005 änderte das Unternehmen seinen Namen in „Hamburger Hafen und Logistik AG“. Das Kürzel HHLA blieb, die Geschäftsbereiche werden seitdem als Segmente bezeichnet.

### Seit 2007
Die HHLA teilte sich rückwirkend zum 1. Januar 2007 in die Teilkonzerne Hafenlogistik und Immobilien. Am 2. November 2007 ging der Bereich Hafenlogistik an die Börse.
- Der Teilkonzern Immobilien, der die nicht-hafenumschlagspezifischen Immobilien umfasst (Hamburger Speicherstadt und Fischmarkt Hamburg-Altona GmbH) wurde in Aktien 'verbrieft', die nicht an der Börse gehandelt werden; diese („S-Aktien“) sind weiterhin vollständig im Eigentum der Stadt Hamburg.
- Der Teilkonzern Hafenlogistik beinhaltet die Segmente Container, Intermodal und Logistik, den Bereich Holding und die hafenumschlagspezifischen Immobilien der HHLA.

Am 5. Juli 2007 beschloss die Hamburgische Bürgerschaft, den Senat (damals Senat von Beust II) auf dessen Antrag hin zu ermächtigen, bis zu 30 % der bislang von der Stadt gehaltenen Aktien an der Börse zu verkaufen. Seit dem Börsengang am 2. November 2007 zu einem Ausgabepreis von 53 € wird die HHLA-Aktie am regulierten Markt (Prime Standard) an der Frankfurter Wertpapierbörse sowie an der Hamburger Börse gehandelt. Zum 31. Dezember 2015 hielt die Hansestadt Hamburg eine Beteiligung von etwa 68 %, private Anleger 8,8 % und institutionelle Investoren rund 22,8 % am Grundkapital.
Das Jahr 2009 war von einer starken Wirtschaftskrise in den meisten Industrieländern geprägt. Der Umsatz der HHLA ging 2009 um 25,3 % zurück (von 1.326,8 Mio. (2008) auf 990,7 Mio. Euro). Teile der Belegschaft standen zeitweise in Kurzarbeit. Weil im Zuge der Wirtschaftskrise der Containerverkehr Richtung Osten stark zurückgegangen war, wurden 2009 der Betrieb des Containerterminals Lübeck (CTL) eingestellt und die Container-Shuttle-Züge zwischen Hamburg und Lübeck aufgegeben.
Die HHLA-Nachhaltigkeitsstrategie hat die Halbierung der CO2-Emissionen bis 2030 zum Ziel und will die Klimaneutralität des Gesamtkonzerns bis 2040 erreichen. Daher wird die AGV-Flotte (Automated Guided Vehicle, fahrerloses Transportfahrzeug) am CTA schrittweise auf regenerative Stromversorgung umgestellt. Die Umstellung wird von der Hamburger Behörde für Umwelt, Klima, Energie und Agrarwirtschaft mit Mitteln aus dem Europäischen Fonds für regionale Entwicklung (EFRE) im Rahmen des Förderprogramms „Energiewende in Unternehmen“ unterstützt. Der CTA ist die weltweit erste zertifiziert klimaneutrale Umschlaganlage für Container.

## Strategische Partnerschaft HHLA/MSC

Hafenarbeiter gegen den Verkauf von HHLA-Anteilen – Demo am 19. 9. 2023 in der Speicherstadt

Am 13. September 2023 kündigte der Hamburger Senat eine strategische Beteiligung der Mediterranean Shipping Company (MSC) an der HHLA an. Dabei sollte MSC einen Anteil von maximal 49,9 % halten, während 50,1 % bei der Stadt Hamburg verbleiben sollten. Vorstand und Aufsichtsrat der HHLA empfahlen die Annahme des Angebots, allerdings stießen die Pläne auf scharfe Kritik von Seiten des Betriebsrats und der Gewerkschaft ver.di. Am Containerterminal Burchardkai kam es daraufhin zu einem wilden Streik von rund 100 Arbeitern.
Im Juli 2024 legten die Hamburger Bürgschaftsabgeordneten Götz T. Wiese (CDU) und  Norbert Hackbusch (Die Linke) bei der Europäischen Kommission Beschwerden ein, u. a. wegen des Verdachts auf mögliche staatliche Beihilfe. Der Verkauf scheiterte zunächst in der Zweiten Lesung in der Hamburgischen Bürgerschaft durch die Stimmen der Oppositionsparteien. Anfang September 2024 stimmte der Hamburger Senat schließlich dem Einstieg der MSC bei der HHLA zu.
Am 14. November 2024 gab die Port of Hamburg Beteiligungsgesellschaft SE (eine Tochtergesellschaft der MSC Mediterranean Shipping Company S.A.) bekannt, dass alle Vollzugsbedingungen für das freiwillige öffentliche Übernahmeangebot erfüllt seien. Nachdem bereits Anfang Oktober die Europäische Kommission die fusionskontrollrechtliche Freigabe erteilt hatte, wurde nun auch die letzte noch ausstehende Freigabe in der Ukraine erteilt.
Die Bieterin wird gemäß der Angebotsunterlage einen Angebotspreis in Höhe von 16,75 Euro je A-Aktie an die HHLA-Aktionäre zahlen, die ihre Aktien im Rahmen des öffentlichen Übernahmeangebots angedient hatten. Diese Aktien, die seitdem unter der ISIN DE000A37FUD8 firmieren, gehen nach der Zahlung in das Eigentum der Bieterin über.

## Aktionärsstruktur
(Stand: 31. März 2025)
Das Grundkapital der HHLA beträgt 75.219.438 Aktien, aufgeteilt in 72.514.938 börsennotierte A-Aktien und 2.704.500 nicht-börsennotierte S-Aktien.
Die nicht börsennotierten S-Aktien befinden sich zu 100 % im Eigentum der Freien und Hansestadt Hamburg. Die Beteiligungen an den börsennotierten A-Aktien werden in der folgenden Tabelle dargestellt:
| Anteilseigner                                                | Aktien (Anzahl) | in % vom Konzern-Grundkapital | in % vom Grundkapital A-Aktien |
| ------------------------------------------------------------ | --------------- | ----------------------------- | ------------------------------ |
| Port of Hamburg Beteiligungsgesellschaft SE (PoH) (A-Aktien) | 68.003.027      | 90,41 %                       | 93,78 %                        |
| SAS Shipping Agencies Services Sàrl (A-Aktien)               | 467.175         | 0,62 %                        | 0,64 %                         |
| Streubesitz (A-Aktien)                                       | 4.044.736       | 5,38 %                        | 5,58 %                         |
| Börsennotierte A-Aktien gesamt                               | 72.514.938      | 96,41 %                       | 100,00 %                       |
| Nicht-börsennotierte S-Aktien (Freie und Hansestadt Hamburg) | 2.704.500       | 3,60 %                        | -                              |
| Gesamt (A- und S-Aktien)                                     | 75.219.438      | 100,00 %                      | -                              |

## Galerie

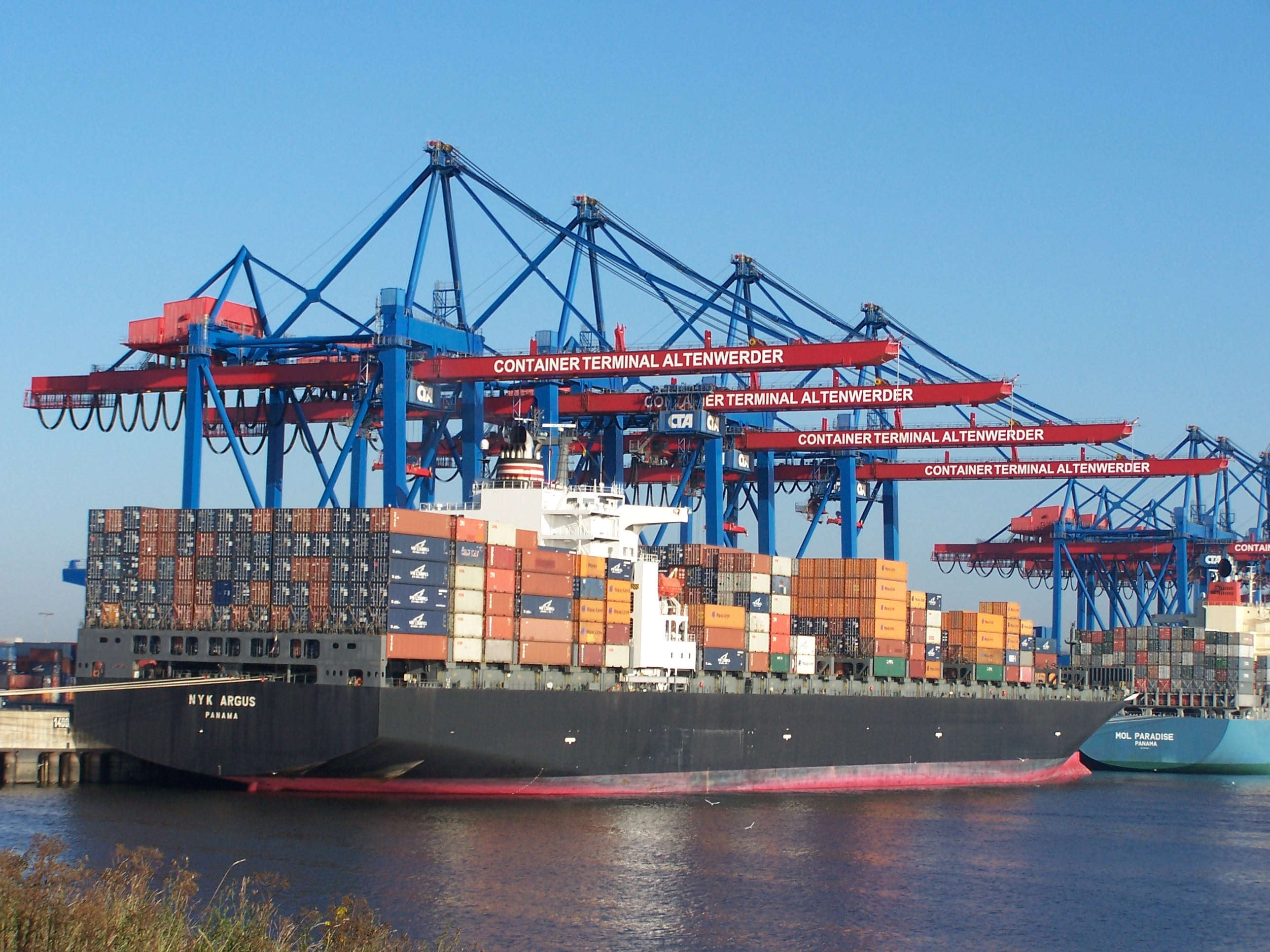
HHLA Container-Terminal Altenwerder von der Wasserseite (2006)
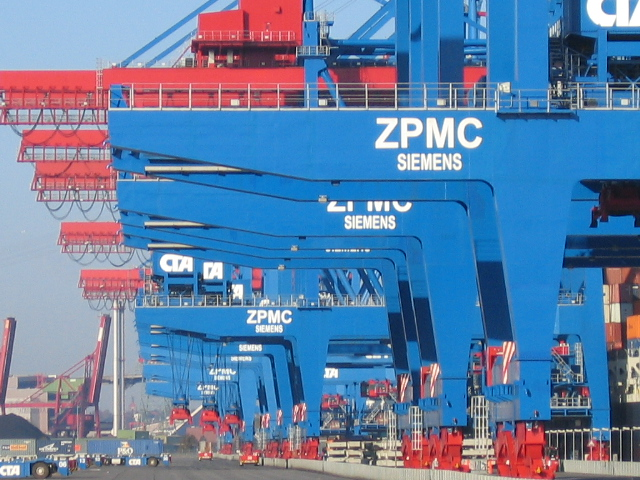
HHLA Container-Terminal Altenwerder, erstes voll automatisiertes Terminal weltweit (Foto von 2007)
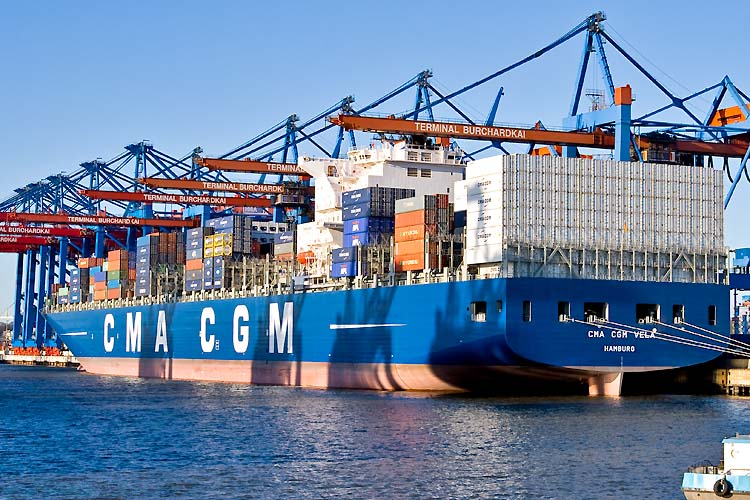
Container-Terminal Burchardkai Schiffsabfertigung an Liegeplatz 1 (2008)
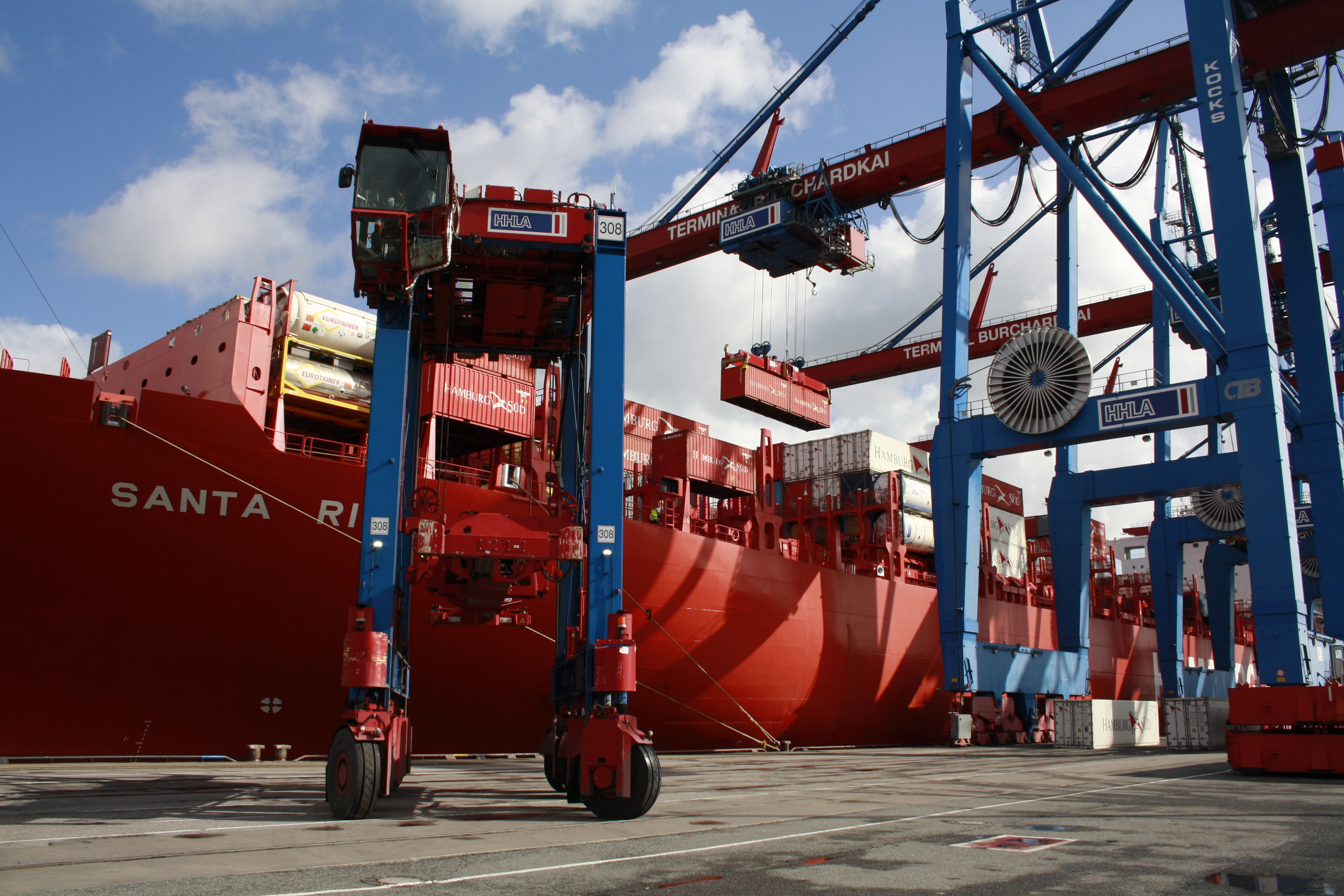
Flurförderfahrzeug bzw. „VC“ am Burchardkai (2013)
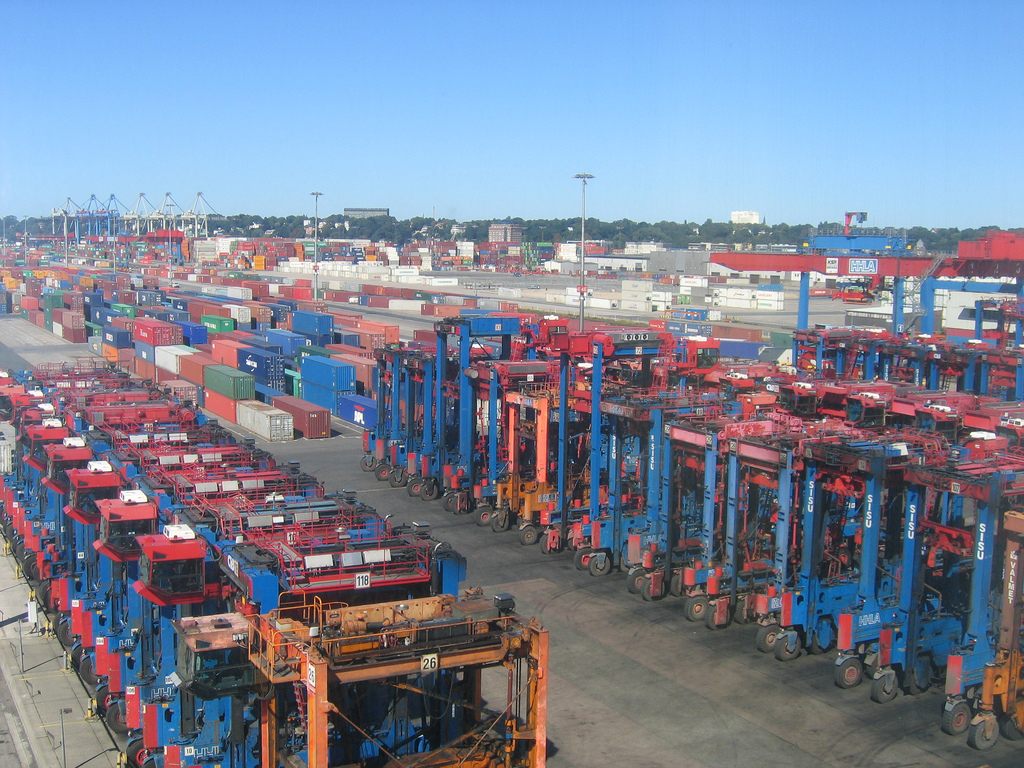
HHLA Container-Terminal Burchardkai; das Foto (2006) zeigt einen Teil der dortigen 120 Flurförderfahrzeuge
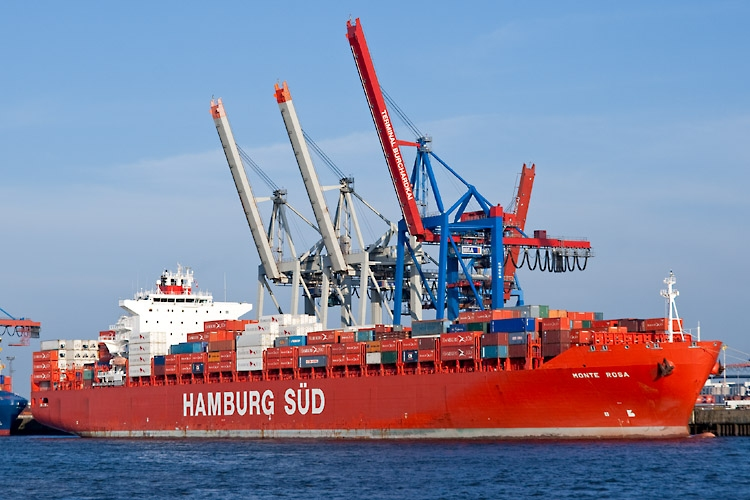
Schiffsabfertigung am Burchardkai – Monte Rosa (2009)
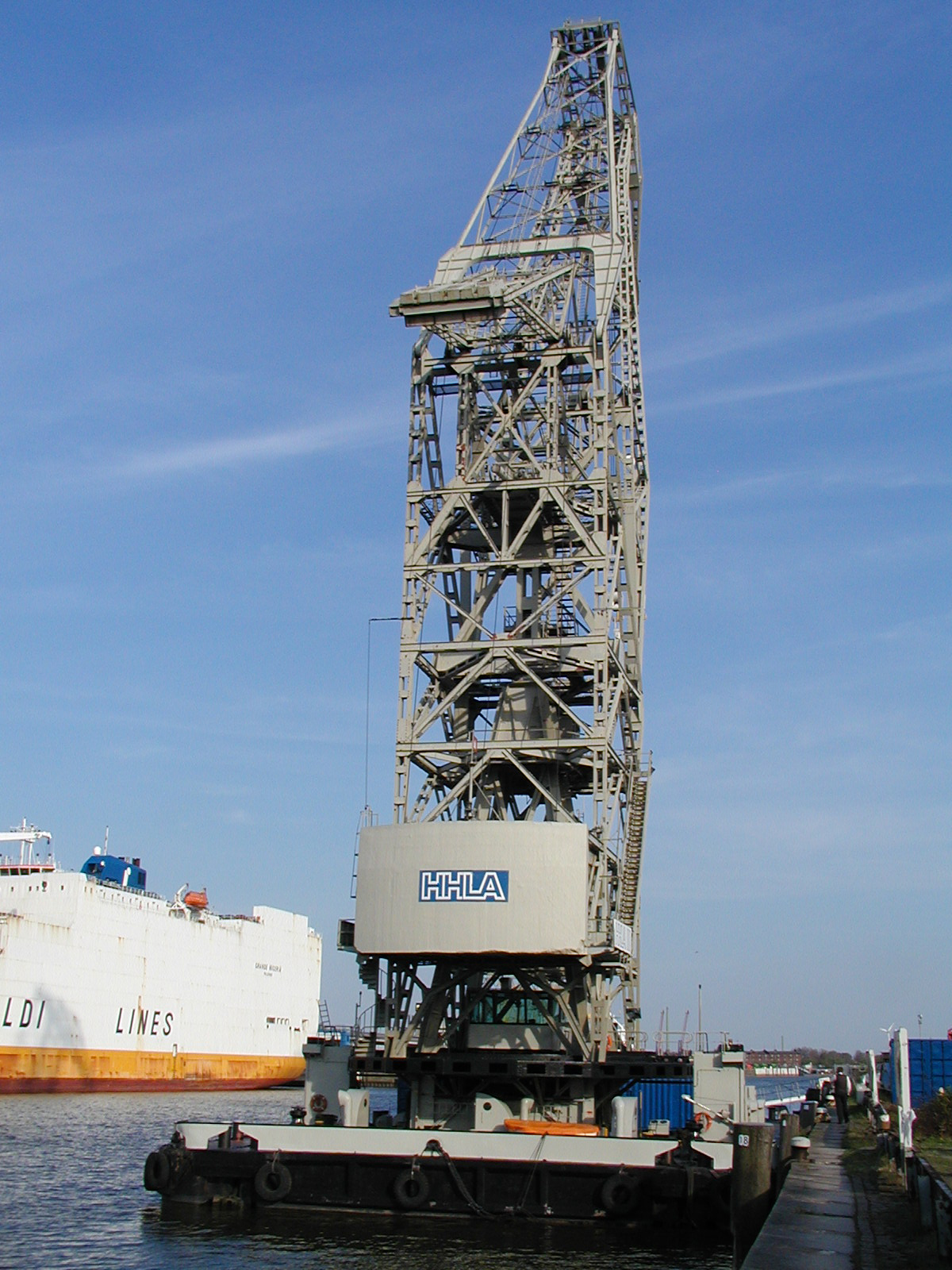
HHLA-Schwimmkran in Aktion (2006)
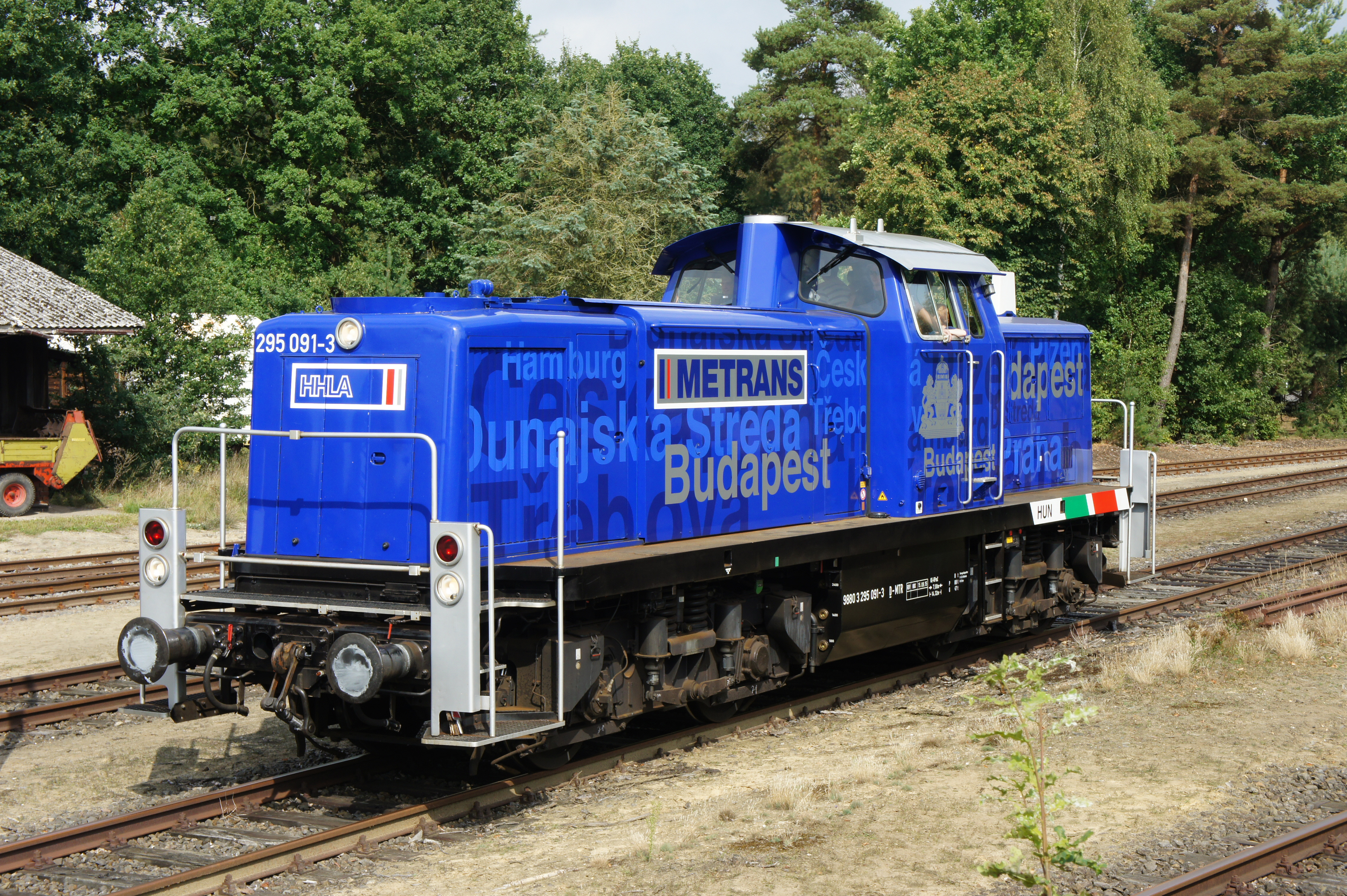
V 90 der Metrans (2016)